# 14. Kurentovanje (1974)
Kurentovanje 1974 je bil štirinajsti uradni ptujski karneval, 24. februarja, na pustno nedeljo.
Skupaj sta ga že drugo leto zapored organizirala Folklorno društvo Ptuj in Turistično društvo Ptuj. V dopoldanskem etno programu je sicer nagajal rahel del, ki pa je popoldan na karnevalski povorki ponehal. Po oceni organizatorjev se je zbralo do tedaj rekordnih 40 do 50.000 obiskovalcev in preko 2.500 nastopajočih mask. Glas o kurentovanju je posegel daleč preko naših meja, saj ni manjkalo obiskovalcev iz Avstrije, Italije, Madžarske in Švice. Iz sosednje Hrvaške pa je prišlo skoraj 5.000 obiskovalcev. Kar nekaj problemov in zmede je bilo z parkiranjem, saj je obisk prireditve že zdavnaj presegel lokalne okvire. Prav tako niso bili ozvočeni vsi trgi na trasi povorke.
Prvotna ocena števila obiskovalcev prireditve se precej razlikuje od tiste objavljene ob 25-letnici Kurentovanja, ko je bila v ptujskem časniku ob pregledu zgodovine za nazaj objavljena drugačna številka in sicer 35,000 gledalcev.

## Spored

### Dopoldanski prikaz etnografskih likov na tržnici
Prikaz se je zgodil ob 10. uri na mestni tržnici (Titov trg):
- 1. Pokači (Markovci, Podlehnik)
- 2. Kopjaši (Markovci)
- 3. Orači (Podlehnik)
- 4. Ples vil s kraljico (Markovci)
- 5. Košuta (Pokoše pod Pohorjem)
- 6. Maškure (Turčišće pri Čakovcu)
- 7. Orači (Lancova vas)
- 8. Ploharji (Cirkovci)
- 9. Kmečka hojset (Železna Kapla)
- 10. Rusa, Medved, piceki in drugi pustni liki (Markovci)
- 11. Koranti (Markovci)

### Popoldanski sprevod karnevalskih skupin po mestu
Ob 14. uri po mestnih ulicah:
- 1. Kopjaši in kopjaši (Markovci)
- 2. Orači (Gerečja vas)
- 3. Orači (Dravinjski Vrh)
- 4. Pustni plesači (Pobrežje pri Vidmu)
- 5. Orači (Podlehnik)
- 6. Ples vil s kraljico (Markovci)
- 7. Košuta (Pokoše pod Pohorjem)
- 8. Orači (Markovci)
- 9. Kmečka hojset (Železna Kapla)
- 10. Kopanjarice (Markovci)
- 11. Maškure (Turčišće pri Čakovcu)
- 12. Rusa, Medved, piceki in drugi pustni liki (Markovci)
- 13. Orači (Lancova vas)
- 14. Ploharji (Cirkovci)
- 15. Kurenti (Markovci,  Spuhlja, Pobrežje pri Vidmu, Turnišče pri Ptuju...)
- 16. Pustne šeme iz osnovnih in drugih šol
- 17. Večje število tovornjakov in drugih vozil delovnih organizacij, krajevnih skupnosti in posameznikov

## Nagrade
Člani komisije so bili Stane Slanič (predsednik) ter Tone Purg (predsednik Turističnega društva), Jože Curk (direktor Muzeja), Peter Malec (gledališki režiser) in Jože Vrabl (novinar). Maske so ocenjevali po sledečih kriterijih; ideja, izvedba, estetski videz, izvirnost in splošni vtis.
Tolažilno nagrado 100 dinarjev je dobila tudi manjša skupina iz Gorišnice. Skupina iz hrvaške osnovne šole Petrijanec, v kateri je bilo kar 182 nastopajočih učencev, je bila najučinkovitejša, vendar ni bila nagrajena glede na dogovor o povračilu stroškov od prireditelja.

### Karnevalske skupine
|                                        | Nastopajoči                      | Nagrada        |
| -------------------------------------- | -------------------------------- | -------------- |
| 1. nagrada                             | Pleskar Ptuj                     | 3,000 dinarjev |
| 2. nagrada                             | TOZD Slovenske Gorice            | 2,000 dinarjev |
| III. skupina nagrajena z 1,500 dinarji |                                  |                |
| Razdeljeno                             | »Gusarji« (Gorišnica)            | 1,500 dinarjev |
| Razdeljeno                             | »Marsovci« (Spuhlja)             | 1,500 dinarjev |
| Razdeljeno                             | »Šejki« (Medicinska šola MB)     | 1,500 dinarjev |
| Razdeljeno                             | Zadnji, ki se bavi s kmetijstvom | 1,500 dinarjev |
| Razdeljeno                             | Trnovci                          | 1,500 dinarjev |
| Razdeljeno                             | Deset let že krulimo             | 1,500 dinarjev |
| IV. skupina nagrajena z 1,000 dinarji  |                                  |                |
| Razdeljeno                             | Pravljice za velike in male      | 1,000 dinarjev |
| Razdeljeno                             | Luč bodočnosti                   | 1,000 dinarjev |
| Razdeljeno                             | Merkator                         | 1,000 dinarjev |
| Razdeljeno                             | Merkur                           | 1,000 dinarjev |
| Razdeljeno                             | Podvinci                         | 1,000 dinarjev |
| Razdeljeno                             | Mati občina-KS Ptuj              | 1,000 dinarjev |
| Razdeljeno                             | OŠ Tone Žnidaršič (Mladika)      | 1,000 dinarjev |
| Razdeljeno                             | OŠ Franc Osojnik (Ljudski vrt)   | 1,000 dinarjev |
| V. skupina nagrajena z 800 dinarji     |                                  |                |
| Razdeljeno                             | Petovia                          | 800 dinarjev   |
| Razdeljeno                             | Sigma                            | 800 dinarjev   |
| Razdeljeno                             | Komunalno podjetje               | 800 dinarjev   |
| Razdeljeno                             | Avtooprema                       | 800 dinarjev   |
| Razdeljeno                             | Pepsi bar                        | 800 dinarjev   |
| Razdeljeno                             | Savna                            | 800 dinarjev   |
| Razdeljeno                             | Trnovska vas                     | 800 dinarjev   |
| VI. skupina nagrajena z 500 dinarji    |                                  |                |
| Razdeljeno                             | Agrotransport                    | 500 dinarjev   |
| Razdeljeno                             | Opekarna Žabjak                  | 500 dinarjev   |
| Razdeljeno                             | Gimnazija                        | 500 dinarjev   |
| Razdeljeno                             | Delta                            | 500 dinarjev   |
| Razdeljeno                             | Kovinski šolski center           | 500 dinarjev   |
| Razdeljeno                             | Kovinski šolski center           | 500 dinarjev   |
| Razdeljeno                             | Ptujski kombinat (2 piceka)      | 500 dinarjev   |
| Razdeljeno                             | Ptujski kombinat (Škoti)         | 500 dinarjev   |
| Razdeljeno                             | Cigani (Dornava)                 | 500 dinarjev   |
| Razdeljeno                             | Kamioni iz Celja - naftna kriza  | 500 dinarjev   |
| VII. skupina nagrajena z 300 dinarji   |                                  |                |
| Razdeljeno                             | Skupina ciganov                  | 300 dinarjev   |
| Razdeljeno                             | Ekipa iz Hajdoš                  | 300 dinarjev   |
| Razdeljeno                             | Ekipa Muzek-Župec                | 300 dinarjev   |
| Razdeljeno                             | TV obzornik                      | 300 dinarjev   |
| Razdeljeno                             | Skupina Cigler Jaka              | 300 dinarjev   |
| Razdeljeno                             | Cigani iz Rabeljčje vasi         | 300 dinarjev   |

## Trasa

### Karnevalska povorka
Folklorni del se je na koncu razšel pri Mladiki, karnevalski del povorke pa v Muršičevi in Cankarjevi ulici.
- Mladinska (start) – Dravska – Cankarjeva – Prešernova – Slovenski trg – Murkova – Trg mladinskih brigad (Mestni trg) – Lackova – 
Hotel Poetovio – Osojnikova – Gregorčičev drevored – Potrčeva – Srbski trg (UE Ptuj) – Bezjakova – Slovenski trg – Murkova –
 Trg mladinskih delovnih brigad (Mestni trg) – Lackova – Beli križ (trg) – Hotel Poetovio – Osojnikova– Ciril Metodov drevored – Potrčeva –
Srbski trg (UE Ptuj) – Miklošičeva – Trg mladinskih delovnih brigad (Mestni trg) – Krempljeva – Trg svobode (Minoritski trg) – Dravska (zaključek)